# Playas del Carmen
Playas del Carmen är en ort i Mexiko.   Den ligger i kommunen Las Margaritas och delstaten Chiapas, i den sydöstra delen av landet, 900 km öster om huvudstaden Mexico City. Playas del Carmen ligger 1 237 meter över havet och antalet invånare är 148.
Terrängen runt Playas del Carmen är huvudsakligen kuperad, men den allra närmaste omgivningen är platt. Runt Playas del Carmen är det ganska glesbefolkat, med 47 invånare per kvadratkilometer. Närmaste större samhälle är El Paraíso, 2,8 km söder om Playas del Carmen. I omgivningarna runt Playas del Carmen växer i huvudsak städsegrön lövskog.